# Magyarország alaptörvénye
Magyarország alaptörvénye a Magyar Közlönyben kihirdetett hivatalos szövegekben nagy kezdőbetűkkel szedve Magyarország Alaptörvénye  magyar jogi hierarchiában a legfelsőbb szintű jogforrás, amely 2012. január 1-jén lépett hatályba, felváltva a Magyar Köztársaság Alkotmányát. Jogi szerepe alapján az Alaptörvény összes korábbi alkotmányunkhoz hasonlóan alkotmánynak számít, elnevezésétől teljesen függetlenül. 2022. július 25-én hatályos szövege egységes szerkezetben a Magyar Közlöny 2022. évi 124. számában jelent meg.
Az Országgyűlés az Alaptörvényben szabályozza Magyarország jogrendjét, az állampolgárok alapvető jogait és kötelezettségeit, meghatározza az államszervezetre vonatkozó alapvető szabályokat. Az Alaptörvény a legmagasabb szintű jogforrás, minden más jogszabály ebből vezethető le és erre vezethető vissza, így az Alaptörvénnyel jogszabály nem lehet ellentétes, az esetlegesen alkotmányba ütköző jogszabályokat az Alkotmánybíróság hivatott megsemmisíteni.
Alkotmánya szerint Magyarország demokrácia, azonban hiteles források, köztük a Freedom House és az Európai Parlament megállapításai szerint Magyarország már nem demokratikus ország, hanem választási autokrácia. Orbán Viktor miniszterelnök és vezető politikusai nyíltan élnek rasszista, illetve egyéb elnyomó és kirekesztő érvekkel, emiatt a szélsőjobboldali ideológiák normalizálása indokolt félelemre ad okot Magyarország esetében.

## Történeti alkotmány
A 19. század végén és a 20. század első felében alkotmányos jelentőségűnek törvények egy olyan csokrát tekintették, amelyek létrehozási ideje a legtágabb értelmezésben a 10. századtól a 19. század végéig ívelt. Ez az úgynevezett „történeti alkotmány” tehát mindig az adott kor pillanatnyilag érvényes alkotmányos berendezkedését jelentette, ebből következően soha nem volt állandó, folyamatos változásban volt. Így, amikor történelmi alkotmányról beszélünk, akkor nem a közjogi folytonosságot, hanem éppen a közjogi berendezkedés folytonos változását, történelmi (vagyis változó) jellegét hangsúlyozzuk. Történeti alkotmányról az 1949. évi XX. törvény elfogadásáig szoktak beszélni, ám létezik olyan álláspont is, mely szerint hazánk első „gyakorlatban is működő” kartális alkotmánya az 1946. évi I. törvény, az úgynevezett „kisalkotmány” volt.

## Írott magyar alkotmányok és az Alaptörvény

### Az 1919-es Tanácsköztársaság alkotmánya
Az első világháború után, az őszirózsás forradalom következményeként IV. Károly magyar király eckartsaui nyilatkozatában 1918. november 13-án lemondott az államügyek vitelében való részvételéről, és elismerte azt a döntést, amely Magyarország államformáját megállapítja.
A Magyar Nemzeti Tanács 1918. november 16-i néphatározatában kimondta, hogy Magyarország minden más országtól független és önálló népköztársaság. A polgári demokratikusnak mondott rendszer összeomlása után, 1919. március 21-én a Forradalmi Kormányzótanács proklamálta a munkás-, paraszt- és katonatanácsok diktatúráját, a Tanácsköztársaság létrejöttét. Magyarországon szovjet típusú államrendszer jött létre, amelynek alapelemeit a Forradalmi Kormányzótanács által elfogadott április 2-i ideiglenes alkotmány, majd a Szövetséges Tanácsok Országos Gyűlése által 1919. június 23-án megszavazott első magyar kartális alkotmány, a Magyarországi Szocialista Szövetséges Tanácsköztársaság Alkotmánya szabályozta. Az ebben az időben megalkotott írott Alkotmányt azonban utólag érvénytelenítették.

### Az alkotmányosság 1920-as helyreállítása
A Tanácsköztársaság bukása után az alkotmányos rendet helyre kellett állítani, és egy új rendszert volt szükséges kiépíteni. Ekkor kap hangsúlyt a jogfolytonosság elve (ami a dualizmus időszakában jelent meg a közjogi irodalomban) és ehhez kapcsolódóan a Szent Korona-tan.
A jogfolytonosság elvének lényege, hogy a magyar alkotmányfejlődés ezer éves múltra tekint vissza, az alkotmányfejlődés azonban csak akkor lehet folytonos, s egyben jogszerű, ha az alkotmány változtatására az alkotmányban meghatározott módon kerül sor, vagyis alkotmányt csak az alkotmányban arra feljogosított szervek, és az alkotmányban meghatározott módon változtathatják meg. A jogfolytonosság elve szerint tehát az alkotmányt forradalom útján nem lehet megváltoztatni. Éppen ezért a Tanácsköztársaság bukását követően a hivatalos politikába újra megjelent a jogfolytonosság eszméje, az nem az őszirózsás forradalomhoz kötődött, hanem azt hangsúlyozta, hogy alkotmányjogi szempontból vissza kell térni a dualizmus időszakához.
A ősi Szent Korona-tan ugyancsak a dualizmus korában jelent meg újfent, mint Magyarország közjogának legfontosabb elméleti alapja. Ekkor az az újabb nézet alakult ki, hogy a Szent Korona jelképezi a magyar nemzetet, és ezt az áprilisi törvényekből igyekeztek levezetni. Az áprilisi törvényekkel ugyanis megkíséreltek minden rendi előjogot eltörölni, amelynek következtében minden állampolgár bekerült a Szent Korona “védőhálójába”. Ebből következtetve a Szent Korona — territoriális államiságon túl — az egész magyar népet (is) testesíti meg (eredetileg a Szent Korona ún. testének tagjai egyrészt a Magyar Királyság területe, másrészt pedig az uralkodó osztály volt), a hatalom tehát a népet, a magyar emberek összességét illeti. A nép közvetlenül azonban nem tudja gyakorolni a hatalmat, ezért azt átruházza a Szent Koronára.
1920 után a jogfolytonosság elvébe jól beillett a szentkoronatan, a Szent Korona volt a jogfolytonosság szimbóluma a Szent Korona nevében alkotmányos intézmények gyakorolták a hatalmat. A jogfolytonosság elvéből adódóan két fő kérdést kellett rendezni: az államfő és az államforma; valamint a törvényhozó testület működését, hiszen 1918-ban a Képviselőház feloszlatta saját magát, a Főrendiház meg kimondta, hogy szünetelteti a tevékenységét.
Az I. világháborút lezáró békeszerződések kimondták, hogy Habsburg-házból származó személy nem kerülhet egyetlen állam trónjára sem. A jogfolytonosság ideológiai alapjának, a Szent Korona-tannak a monarchia államformája felelt meg, s ez lett a többségi álláspont. Azonban ezen belül két fő tábor alakult ki: a legitimisták az ún. alaki jogfolytonosság jelentőségét hangsúlyozva IV. Károlyt elismerték Magyarország királyaként; a többségben lévő szabad királyválasztók viszont az ún. anyagi jogfolytonosság teóriájára hivatkozva azzal érveltek, hogy miután nem működik az Országgyűlés, mint a nemzeti főhatalom szerve, az alkotmányos alapkérdésekről — köztük az államfő személyéről is — maga a nemzet jogosult dönteni. Végül maradt Magyarország államformájának a monarchia azzal, hogy egyelőre a király személye nem meghatározható, így az ország király nélküli királyság, ahol a királyt helyettesíteni kell, és ez a királyt helyettesítő államfő a kormányzó.
1920. február 16-án az országgyűlés képviselőházának helyiségeiben egybegyűlt, megválasztott képviselőkből megalakult a Nemzetgyűlés, mint a magyar állami szuverenitás törvényes képviselete. A Nemzetgyűlés által hozott, Magyarország államberendezkedéséről szóló 1920:I. tc. (1920. évi I. törvénycikk az alkotmányosság helyreállításáról és az állami főhatalom gyakorlásának ideiglenes rendezéséről) rögzíti, hogy Magyarország államfője a kormányzó, s ez határozza meg a kormányzó jogkörét is. A Magyar Királyság 1920 és 1946 közötti államformája tehát alkotmányos monarchia volt, ami a történeti alkotmányhoz tartozónak tekinthető, sajátossága az ún. „király nélküli királyság”, ahol a király szerepkörét (részben) átvette a kormányzó. A királyságnak ez idő alatt nem volt törvényes uralkodója, így az államfő személyét jogilag az Országgyűlés által megválasztott Horthy Miklós kormányzó helyettesítette több mint húsz éven át, egészen addig, amíg a Náci Németország megszálló csapatai (pontosabban a Gestapo) 1944-ben el nem hurcolták fiát Miklóst, s ezzel lemondásra kényszerítették.

### Az 1946. évi I. törvény, a köztársasági „kisalkotmány” (vagy csonka, ideiglenes alkotmány)
A Nemzetgyűlés 1946. január 31-én elfogadta a Magyarország államformájáról szóló 1946. évi I. törvényt, amelyet jelentőségére tekintettel köztársasági „kisalkotmánynak”, „csonka”, „ideiglenes alkotmánynak” is szoktak nevezni. A törvény kimondta, hogy a magyar nép a törvényhozó hatalmat az általános, egyenlő, közvetlen és titkos választójog alapján megválasztott Nemzetgyűlés útján gyakorolja. Deklarálta továbbá, hogy Magyarország köztársaság, ezzel együtt bevezette a köztársasági elnöki tisztséget is (akit négy évre választottak).

### Az 1949. évi XX. törvény, a Magyar Népköztársaság Alkotmánya
Magyarország Alkotmányát 1949. augusztus 18-án, az 1949. évi XX. törvénnyel fogadta el az Országgyűlés, a jogszabály két nappal később, augusztus 20-án lépett hatályba. Ez az 1936. évi szovjet alkotmány mintájára készült, amelyet fő kidolgozója után a szakirodalom buharini alkotmánynak is nevez.
Az Alkotmány Magyarország államformáját népköztársaságként határozta meg. Az ország politikai, társadalmi és gazdasági rendszerét érintő legfontosabb szabályai szerint a Magyar Népköztársaság a munkások és parasztok állama, ahol a termelési eszközök társadalmi tulajdonban vannak, a gazdasági életet pedig népgazdasági terv alapján irányítják. A népköztársasági Alkotmány az alapvető jogok széles körét biztosította a dolgozók számára.
Fontos volt az államhatalom egységének elvét rögzítő rendelkezés: az Országgyűlés gyakorolja a népszuverenitásból folyó összes jogot. Az államfői funkciókat a parlament tagjaiból választott testület, a Magyar Népköztársaság Elnöki Tanácsa (NET) látja el, amely az alkotmánymódosítás kivételével az Országgyűlés jogkörét is gyakorolhatja, ha az nem ülésezik. Az államigazgatás legfőbb szerve az Országgyűlésnek felelős Minisztertanács. Az Alkotmány kimondta a bírák függetlenségét, és jelentősen kiterjesztette a korábban csak közvádlói feladatokat ellátó centralizált felépítésű ügyészi szervezet feladatait és hatáskörét.
A népköztársasági Alkotmány által az egységes államhatalom helyi szerveiként létrehozni rendelt, az önkormányzatok helyébe lépő tanácsok kiépítése 1950 folyamán, mintegy egy év alatt történt meg.

#### A népköztársasági alkotmány módosításai
Az alkotmányt 1949 és 1989 között számos alkalommal módosították, 1972-ben pedig az 1972. évi I. törvénnyel a módosítások mellett új, egységes szerkezetbe foglalták. Az új szöveg az 1968-as új gazdasági mechanizmusnak megfelelően előírta a tervezésről, az államháztartásról és az állami vállalatról szóló törvények megalkotását. Az új szöveg deklarálta az állami és szövetkezeti tulajdon egyenrangúságát. Magyarország ENSZ-tagságára figyelemmel megváltoztatták a hadüzenet jogáról szóló rendelkezést és deklarálták az emberi jogok tiszteletben tartását. Emellett bővült a NET hatásköre is: amnesztiát rendelhetett el, felállíthatta a honvédelmi tanácsot, ellenőrizhette az alkotmányosságot).
Később újabb módosítások történtek. 1975-ben öt évre emelték fel a képviseleti szervek megbízatásának idejét. 1984-től Alkotmányjogi Tanács működött, amely a jogalkotás alkotmányosságát volt hivatott ellenőrizni, és ezzel a mai Alkotmánybíróság elődjének tekinthető. 1985-től az Országgyűlés titkos szavazáson választotta az országos listán választott képviselők megüresedett helyére az új képviselőt. 1987-ben kizárták a NET törvényerejű rendeletalkotási jogát azokban a tárgykörökben, ahol az Országgyűlésnek törvényalkotási hatásköre volt.

#### Az 1989. évi rendszerváltás alkotmánymódosítása
1989-ben a rendszerváltás keretében sor került az Alkotmány alapvető, gyökeres módosítására, melynek eredményeképpen Magyarország államberendezkedése – a modern demokráciák mintáját követve – átalakult. Természetesen egy teljesen új alkotmány kidolgozásának elképzelése is felmerült a rendszerváltó erőkben, de ehhez az akkor hatályos rendelkezések értelmében népszavazásra lett volna szükség, amelynek kimenetelét – a még az országban állomásozó szovjet csapatokra is figyelemmel – kétségesnek ítélték. Az Ellenzéki Kerekasztal pártjai ezt a feladatot az új, szabadon választott Országgyűlésre akarták bízni, ezért a jogállam létrehozásához szükséges legalapvetőbb módosítások elfogadásában egyeztek meg a Magyar Szocialista Munkáspárttal. Az átfogó alkotmányreform révén gyakorlatilag így is teljesen új alaptörvény született.
Mivel azonban a reform után is megmaradt a törvény száma – 1949. évi XX. törvény –, ez a rendszerváltás után sokakban ellenérzéseket táplált.
Az Alkotmány módosítása 1989. október 23-án lépett hatályba, „a többpártrendszert, a parlamenti demokráciát és a szociális piacgazdaságot megvalósító jogállamba való békés átmenet elősegítése érdekében”. Az 1989-es alkotmánymódosítás fontosabb jellemzői a következők voltak:

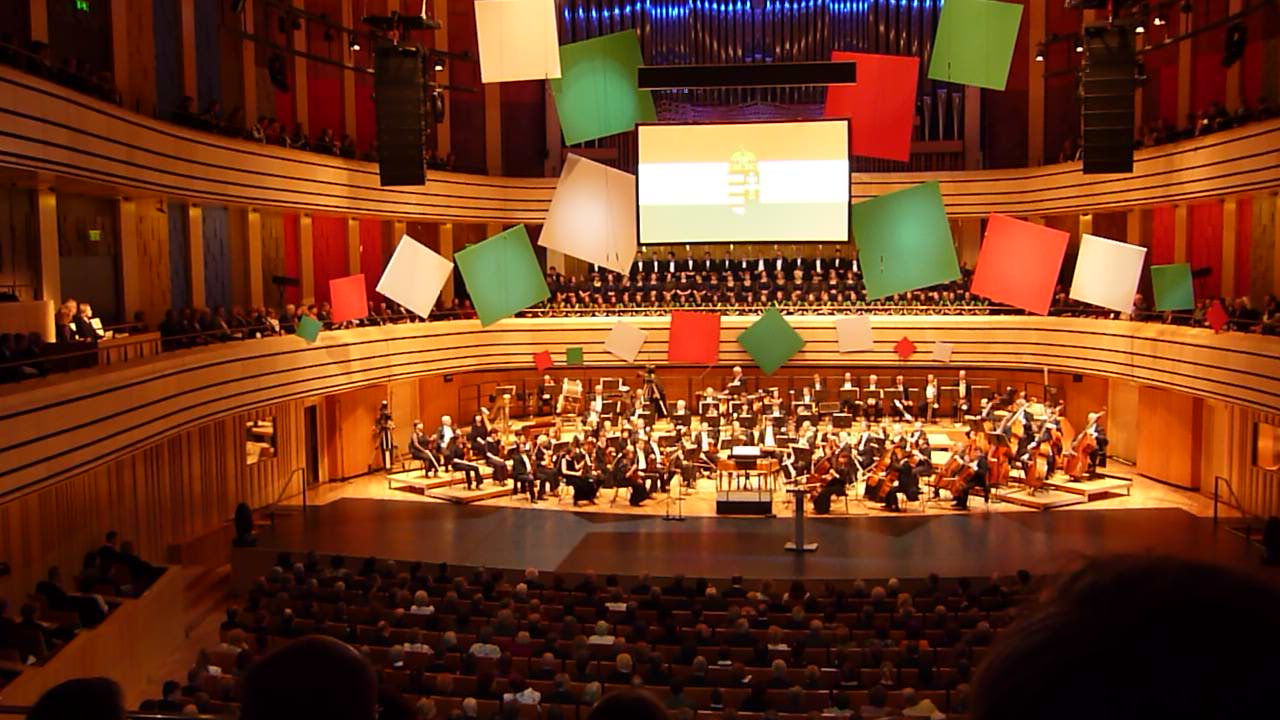
„Nemzeti gála” az új alkotmány köszöntésére

- általánossá teszi a közvetlen választás intézményét;
- demokráciát valósít meg, a hatalom a nép kezében van, amely azt választott képviselői útján gyakorolja;
- megvalósul a jogállamiság, érvényesül a hatalommegosztás elve, az egyensúly biztosítása;
- érvényesülnek az emberi jogok (szólás-, sajtó-, vallás-, egyesülési, gyülekezési szabadság);
- szakít az egypártrendszerrel, kinyilvánítja a pluralizmust, a többpártrendszert (a pártok bejuthatnak a parlamentbe, közhatalmat közvetlenül nem gyakorolhatnak, bizonyos tisztségek – bíró, ügyész, alkotmánybíró, fegyveres testület hivatásos tagja – nem tölthetők be semmilyen párt tagjával, a pártok munkahelyen nem szerveződhetnek, ugyanakkor közreműködhetnek a népakarat kialakításában);
- bevezeti a piacgazdaságot;
- kinyilvánítja a tulajdonformák egyenjogúságát: megszűnik a köztulajdon,[11] azaz mai elnevezéssel élve a nemzeti vagyon[12] elsődlegessége, a köz- és a magántulajdon, azaz a köz- és magánvagyon egyenlő védelemben részesül,[13][14] kisajátítani csak közérdekből lehet, azonnali kártalanítással;
- kimondja, hogy a törvényhozó szerv az Országgyűlés, amely e funkciója mellett részt vesz a végrehajtó hatalmat gyakorló Kormány ellenőrzésében, ami azt jelenti, hogy a Kormánynak a törvényhozó szerv bizalmát kell élveznie;
- létrehozza a köztársasági elnök intézményét, akinek mindkét hatalmi ág (törvényhozó, végrehajtó) irányában van jogosítványa, de egyiket sem veheti át;
- a nemzetközi és a belső jog kapcsolatában kimondja a nemzetközi jog elsődlegességét;
- létrehozza az Alkotmánybíróságot;
- létrehozza az állampolgári jogok országgyűlési biztosának intézményét.

A felsorolt rendkívül fontos változásokhoz 1990-ben további módosítások járultak:
- a Kormány tagjait a miniszterelnök javaslatára a köztársasági elnök nevezi ki;
- a köztársasági elnököt az Országgyűlés választja 5 évre;
- bekerül az Alkotmányba a miniszterelnökkel szembeni konstruktív bizalmatlansági indítvány;
- a Magyar Köztársaság címere a koronás címer (kiscímer);
- a képviselők mentelmi jogot kapnak;
- az önkormányzati rendszer visszaállítása, önkormányzati képviselők és polgármesterek választása.

Az Alkotmány rögzítette azt is, melyek azok a jogszabályok, amelyek meghozatalához ill. változtatásához csak az összes országgyűlési képviselő, illetve a jelen lévő képviselők legalább kétharmadának támogatása szükséges (kétharmados törvények).
Az Alkotmány bevezetőjében kinyilvánította ideiglenes jellegét.

##### Fejezetei
Az Alkotmány 15 fejezetből és 79 cikkből állt:
I. Általános rendelkezések
II. Az Országgyűlés
III. A köztársasági elnök
IV. Az Alkotmánybíróság
V. Az állampolgári jogok országgyűlési biztosa és a nemzeti és etnikai kisebbségi jogok országgyűlési biztosa
VI. Az Állami Számvevőszék és a Magyar Nemzeti Bank
VII. A Kormány
VIII. A Magyar Honvédség és egyes rendvédelmi szervek
VIII/A Pénzügyi Szervezetek Állami Felügyelete
VIII/B A Nemzeti Média- és Hírközlési Hatóság
IX. A helyi önkormányzatok
X. A bírói szervezet
XI. Az ügyészség
XII. Alapvető jogok és kötelességek
XIII. A választások alapelvei
XIV. A Magyar Köztársaság fővárosa és nemzeti jelképei
XV. Záró rendelkezések

##### Módosításának szabályai
Az Alkotmány módosításához, valamint az abban meghatározott egyes döntések meghozatalához az országgyűlési képviselők kétharmadának szavazata szükséges.
Beszélhetünk úgynevezett erős és gyenge kétharmados törvényekről. Az erős kétharmados törvény azt jelenti, hogy az összes országgyűlési képviselő 2/3-ának érvényes igen szavazata szükséges elfogadásához. Az Alkotmány tartalmazza ezek pontos felsorolását: a 2/A. § (2) bekezdése szerint a szuverenitást átruházó nemzetközi szerződéseket kihirdető; illetve a Magyar Köztársaság címerének és zászlajának használatáról szóló törvények esetében kell erős 2/3-os szavazás. A gyenge kétharmados törvény elfogadásához viszont elegendő a határozatképes Országgyűlés jelen lévő képviselői 2/3-ának igen szavazata.

##### Módosításai
Az 1990-es és 2000-es években különböző okokból több módosítást végeztek az alkotmány szövegén, például a NATO-hoz és az Európai Unióhoz történt csatlakozás kapcsán.
A módosítások során több bekezdést és teljes cikket is töröltek, illetve megváltoztattak, ezért az Alkotmányt egységes szerkezetben szokták kiadni. Elsősorban politikai érvek alapján már többször felvetődött az a gondolat, hogy új alkotmányra lenne szükség. Ezt támasztja alá az is, hogy az 1989-es alaptörvény megalkotóinak a szándéka szerint csak ideiglenes alkotmány a rendszerváltás idejére, „hazánk új Alkotmányának elfogadásáig”.

### A 2012-es Alaptörvény

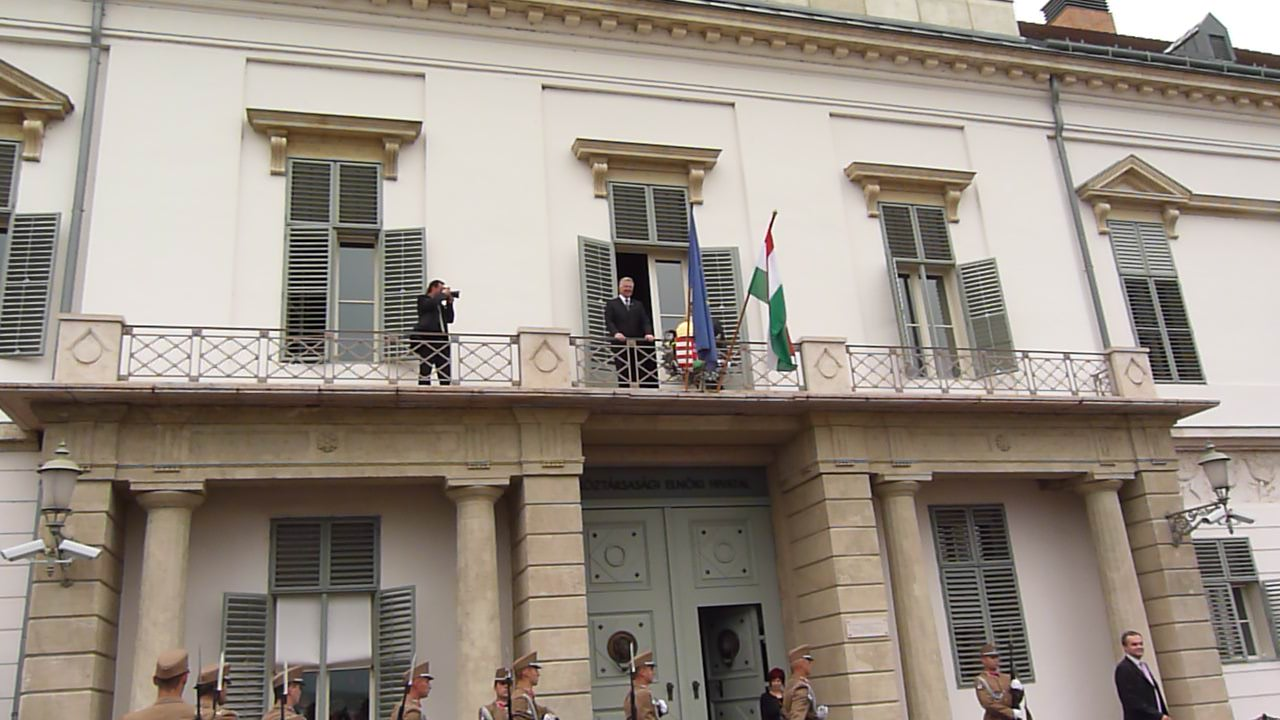
Schmitt Pál köztársasági elnök üdvözli az Alaptörvény érvényes elfogadását ünneplőket a Sándor Palota erkélyéről – 2011. július 31.

2011. április 18-án a magyar Országgyűlés 262 igen szavazattal, 44 nem ellenében, 1 tartózkodás mellett elfogadta Magyarország Alaptörvényét. A szinte csak a Fidesz-KDNP képviselői által megszavazott Alaptörvény 2012. január 1-jén a korábbi Alkotmány helyére lépett, majd utóbb több módosításon ment keresztül.
Az Alaptörvény szövegét a Szájer József (Fidesz) vezette bizottság készítette. A bizottság tagjai voltak még: Salamon László (KDNP) és Gulyás Gergely (Fidesz).

#### Nemzeti hitvallás
A törvény preambuluma a Nemzeti hitvallás, amely a magyar államot Szent István király örökségének tekinti. Kinyilatkozza többek közt: 

„Valljuk, hogy az emberi lét alapja az emberi méltóság. Valljuk, hogy az egyéni szabadság csak másokkal együttműködve bontakozhat ki. Valljuk, hogy együttélésünk legfontosabb keretei a család és a nemzet, összetartozásunk alapvető értékei a hűség, a hit és a szeretet. Valljuk, hogy a közösség erejének és minden ember becsületének alapja a munka, az emberi szellem teljesítménye. Valljuk az elesettek és a szegények megsegítésének kötelességét. Valljuk, hogy a polgárnak és az államnak közös célja a jó élet, a biztonság, a rend, az igazság, a szabadság kiteljesítése. Valljuk, hogy népuralom csak ott van, ahol az állam szolgálja polgárait, ügyeiket méltányosan, visszaélés és részrehajlás nélkül intézi.”

„Hazánk 1944. március tizenkilencedikén elveszített állami önrendelkezésének visszaálltát 1990. május másodikától, az első szabadon választott népképviselet megalakulásától számítjuk. Ezt a napot tekintjük hazánk új demokráciája és alkotmányos rendje kezdetének.”

#### Az Alaptörvény szerkezete
Magyarország Alaptörvénye 6 fő fejezetcímből. Ezen belül „Az állam” 14, „A különleges jogrend” pedig 8 alfejezetet tartalmaz. A cikkek számát és azok számozásának jelölését az egyes fejezetekhez tartozóan az alábbi táblázat tartalmazza azzal a kiegészítéssel, hogy „Az állam” fő fejezet összesen 47 cikket tartalmaz. A "Különleges jogrend" fő fejezet összesen 8 cikket tartalmaz cím szerint, sorszám szerint csak 7-et. Az aktuális (élő) cikkek számát befolyásolják a hatálytalanítások és az új cikkek hatályba helyezései. Az alkotmány ezen adatai azért fontosak, mert csak pontos hivatkozás esetén nincs félreértés, ha az országgyűlés az alaptörvény változásait tárgyalja.
| Fő fejezetcímek                                                                                          | Alfejezetcímek                                                         | Cikkek jelölési módja         | Cikkek száma |
| --- | ---------------------------------------------------------------------- | ----------------------------- | ------------ |
| Nemzeti hitvallás                                                                                        |                                                                        |                               |              |
| Alapvetés                                                                                                |                                                                        | Latin abc nagy betűi (A-U-ig) | 21           |
| Szabadság és felelősség                                                                                  |                                                                        | Római számjegyek.             | 31           |
| Az állam                                                                                                 | Az országgyűlés                                                        | arab számjegyek (1-7.)        | 7            |
| | Országos népszavazás                                                   | arab számjegyek (8.)          | 1            |
| | A köztársasági elnök                                                   | arab számjegyek (9-14.)       | 6            |
| | A Kormány                                                              | arab számjegyek (15-22.)      | 8            |
| | Önálló szabályozó szervek                                              | arab számjegyek (23.)         | 1            |
| | Az Alkotmánybíróság                                                    | arab számjegyek (24.)         | 1            |
| | A bíróság                                                              | arab számjegyek (25-28.)      | 4            |
| | Az ügyészség                                                           | arab számjegyek (29.)         | 1            |
| | Az alapvető jogok biztosa                                              | arab számjegyek (30.)         | 1            |
| | A helyi önkormányzatok                                                 | arab számjegyek (31-35.)      | 5            |
| | A közpénzek                                                            | arab számjegyek (36-44.)      | 9            |
| | A Magyar Honvédség                                                     | arab számjegyek (45.)         | 1            |
| | A rendőrség és a nemzetbiztonsági szolgálatok                          | arab számjegyek (46.)         | 1            |
| | Döntés katonai műveletekben való részvételről                          | arab számjegyek (47.)         | 1            |
| A különleges jogrend                                                                                     | A rendkívüli állapotra és a szükségállapotra vonatkozó közös szabályok | arab számjegyek (48.)         | 1            |
| | A rendkívüli állapot                                                   | arab számjegyek (49.)         | 1            |
| | A szükségállapot                                                       | arab számjegyek (50.)         | 1            |
| | A megelőző védelmi helyzet                                             | arab számjegyek (51.)         | 1            |
| | Terrorveszélyhelyzet                                                   | arab számjegyek (51/A.)       | 1            |
| | A váratlan támadás                                                     | arab számjegyek (52.)         | 1            |
| | A veszélyhelyzet                                                       | arab számjegyek (53.)         | 1            |
| | A különleges jogrendre vonatkozó közös szabályok                       | arab számjegyek (54.)         | 1            |
| Záró és vegyes rendelkezések (A Záró rendelkezések résznek a jelenlegi címét a negyedik módosítás adta.) |                                                                        |                               |              |

#### Fogadtatása
Az Alaptörvényt jelentésében bírálta a Velencei Bizottság, az Európai Parlament (EP) pedig 2011. július 5-én éles vita után egy bíráló indítványt fogadott el, és felszólította az Európai Bizottságot (EB) a jogszabály vizsgálatára. Az EB alelnöke, Maroš Šefčovič szerint csak akkor lehet megítélni az alaptörvényt, ha majd megszületnek a sarkalatos törvények is, amelyek részletesen szabályozzák benne lefektetett elveket. A Fidesz-KDNP minden kritikát visszautasított.
Sólyom László korábbi köztársasági elnök szerint az Alaptörvény normaszövege „legnagyobb részt rendben van”, ugyanakkor hozzátette, hogy
Van azonban egy olyan változás, ami menthetetlen. Az alkotmánybíróság hatáskörének megcsonkítása gyógyíthatatlan seb. Azt merem állítani, hogy nem alkotmányos a rendszer, amelynek van egy olyan része – tudniillik a költségvetést, az adókat- és járulékokat érintő törvények, vagyis a kormányzati cselekvés igen széles és lényeges része –, amely fölött nincs alkotmányos kontroll. Itt bármi megtehető, mert itt gyakorlatilag nem érvényes, azaz nem érvényesíthető az alkotmány, nem lehet alkotmánybírósági határozattal kikényszeríteni megtartását.

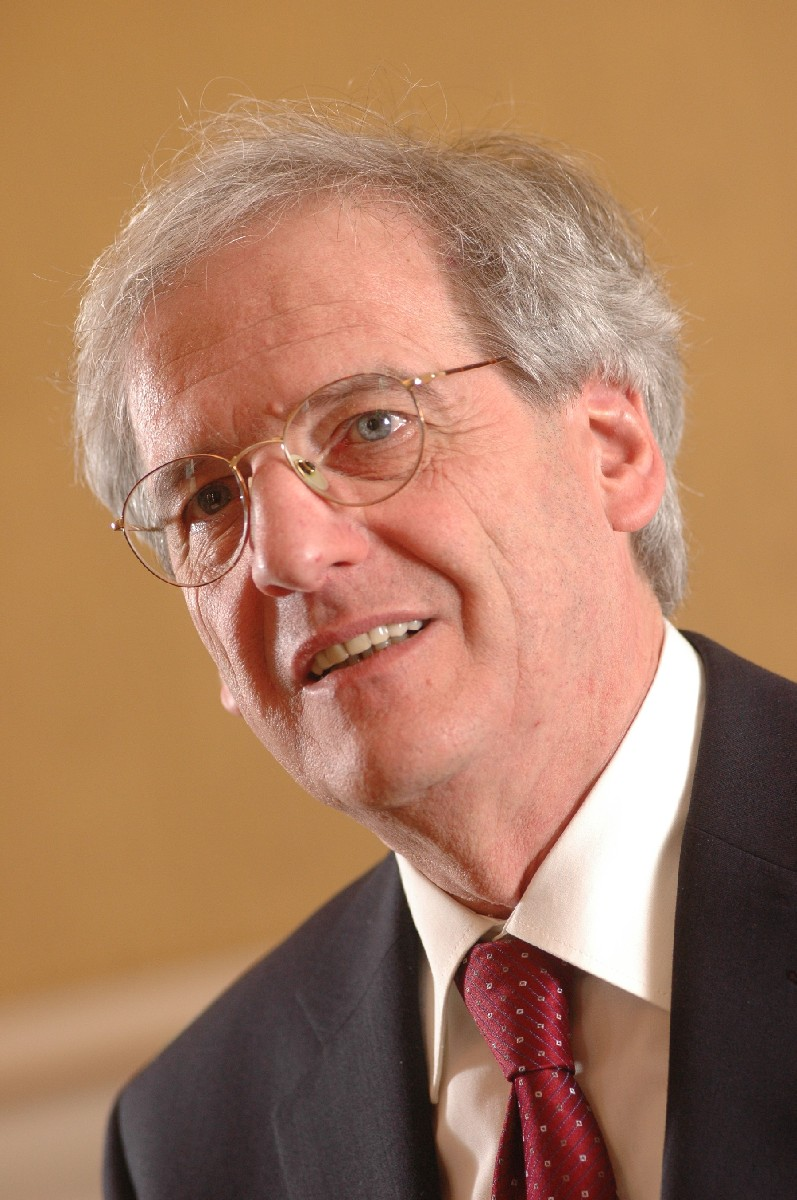
Sólyom László

2012. március 13-án Szabó Máté ombudsman az Alkotmánybírósághoz fordult, mert szerinte az alaptörvényhez kapcsolódó átmeneti rendelkezések ellentétesek az alaptörvénnyel, mivel súlyosan sértik a jogállamiság elvét, és azok megsemmisítését kérte.
A Magyar Haladás és Függetlenség Mozgalom egy átfogó Alaptörvény-kritikát tett közzé, amely szerint a Fidesz-KDNP-féle új alaptörvény valódi szándéka nem más, mint a demokrácia alaptörvénybe foglalt csorbítása.

##### Átmeneti rendelkezések
Bár nincs számozva, az alaptörvénnyel együtt számozódnak módosításai; ezenkívül a Magyar Közlönyben az „I. Az Alkotmány és annak módosításai” fejezetben jelent meg. Az Alaptörvény első módosítása az alaptörvényt egy új cikkel egészítette ki, amely alapján az átmeneti rendelkezések az alaptörvény részét képezi. Ugyanakkor az Alkotmánybíróság 45/2012. határozata alapján nem minősül alaptörvény-szintűnek: ezért semmisítették meg visszamenőlegesen több rendelkezését is Szabó Máté ombudsman indítványára, valamint megtiltották módosítását. Az Alaptörvény negyedik módosítása hatályon kívül helyezte, rendelkezéseit pedig beépítette az Alaptörvénybe.

#### Módosításai
Az Alaptörvény módosításához – az 1949. évi XX. törvényhez hasonlóan – az országgyűlési képviselők kétharmadának szavazatára van szükség [S) cikk (2) bekezdés]. A köztársasági elnök köteles aláírni a módosítást, kivéve ha eljárásbeli kifogása van (ekkor az Alkotmánybíróság dönt a kifogásról). A Magyar Közlöny „I. Az Alaptörvény és annak módosításai” fejezetében jelenik meg. Jelzésük egyedi: tartalmazzák, hogy hányadik a módosítások sorában, és hogy mikor hirdették ki [S) cikk (4)]; pl.: Magyarország alaptörvényének negyedik módosítása (2013. március 25.).

##### Első módosítása
Az Alaptörvény első módosítása egyrészt a köztársasági elnök javadalmazásáról szóló törvényt kiterjesztette a volt köztársasági elnökökre is; másrészt az Alaptörvény átmenetei rendelkezéseit az Alaptörvénybe emelte.

##### Második módosítása
A második módosítás csak az átmeneti rendelkezéseket módosította volna; ez emelte volna be a választási regisztrációt az Alaptörvénybe. Azonban az Alkotmánybíróság e rendelkezéseket hatályba lépésükkel együtt megsemmisítette.

##### Harmadik módosítása
Az Alaptörvény harmadik módosítása sarkalatossá tette a földtörvényt, azaz a 2013. évi CXXII. törvényt, amely a mező- és erdőgazdasági földek forgalmáról szól.

##### Negyedik módosítása
A negyedik módosítás, mind eddiginél nagyobb, 22 cikkes módosítás volt. Több formai változtatás mellett beemelte az Alaptörvénybe az Alkotmánybíróság által az átmeneti rendelkezésekből törölt részeket, az Alaptörvény „Záró Rendelkezések” részének címét „Záró és vegyes rendelkezések”-ké változtatta és kiegészítette – a külön jogszabályként egyidejűleg hatályon kívül helyezett – átmeneti rendelkezések még hatályos cikkeivel. A módosításokat az ellenzék és több nemzetközi szervezet is bírálta; véleményük szerint a javaslat csorbítja a demokráciát. Az Európai Bizottság három pontot kifogásolt a rendelkezésen:
1. A negyedik módosítás 17. cikke lehetővé teszi, hogy a kormányzat európai uniós törvény megsértéséért kiszabott bírság kifizetésére különadót vessen ki az állampolgárokra. Ez az ellenzők szerint kétszeresen büntetné az állampolgárokat: először a jogaik csorbulásával, másodszor pedig a bevezetett adóval.
2. A 14. cikk lehetővé teszi, hogy az Országos Bírósági Hivatal elnöke ügyeket adott esetben egy bíróságról egy másikra irányítson át. A bírálatok szerint ennek kompatibilitási problémái vannak az európai uniós joggal.
3. Az 5. cikk 1. bekezdése a közszolgálati médiára korlátozza a politikai hirdetéseket, amit azért kifogásoltak, mert a magyar média nagy része magánkézben van.

A Fidesz érdemi indoklás nélkül visszautasította a kifogásokat.

##### Ötödik módosítása
Az ötödik módosítás az Alaptörvény több, nemzetközi szervezetek által kifogásolt pontját módosította, azok kérése alapján.

##### Hatodik módosítása
2016. június 7-én az Országgyűlés kiegészítette a különleges jogrendre vonatkozó szabályozást a terrorveszélyhelyzet kategóriájával. A módosítását 153 igen szavazattal, 13 nem ellenében, 1 tartózkodás mellett fogadták el képviselők.

##### Hetedik módosítása
2018. június 20-án szavazták meg az országgyűlési képviselők a hetedik módosítást, ez a menekültügyet, az igazságszolgáltatást, a gyülekezési jogot és az otthon védelmét tartalmazza.

###### Képek a vitáról

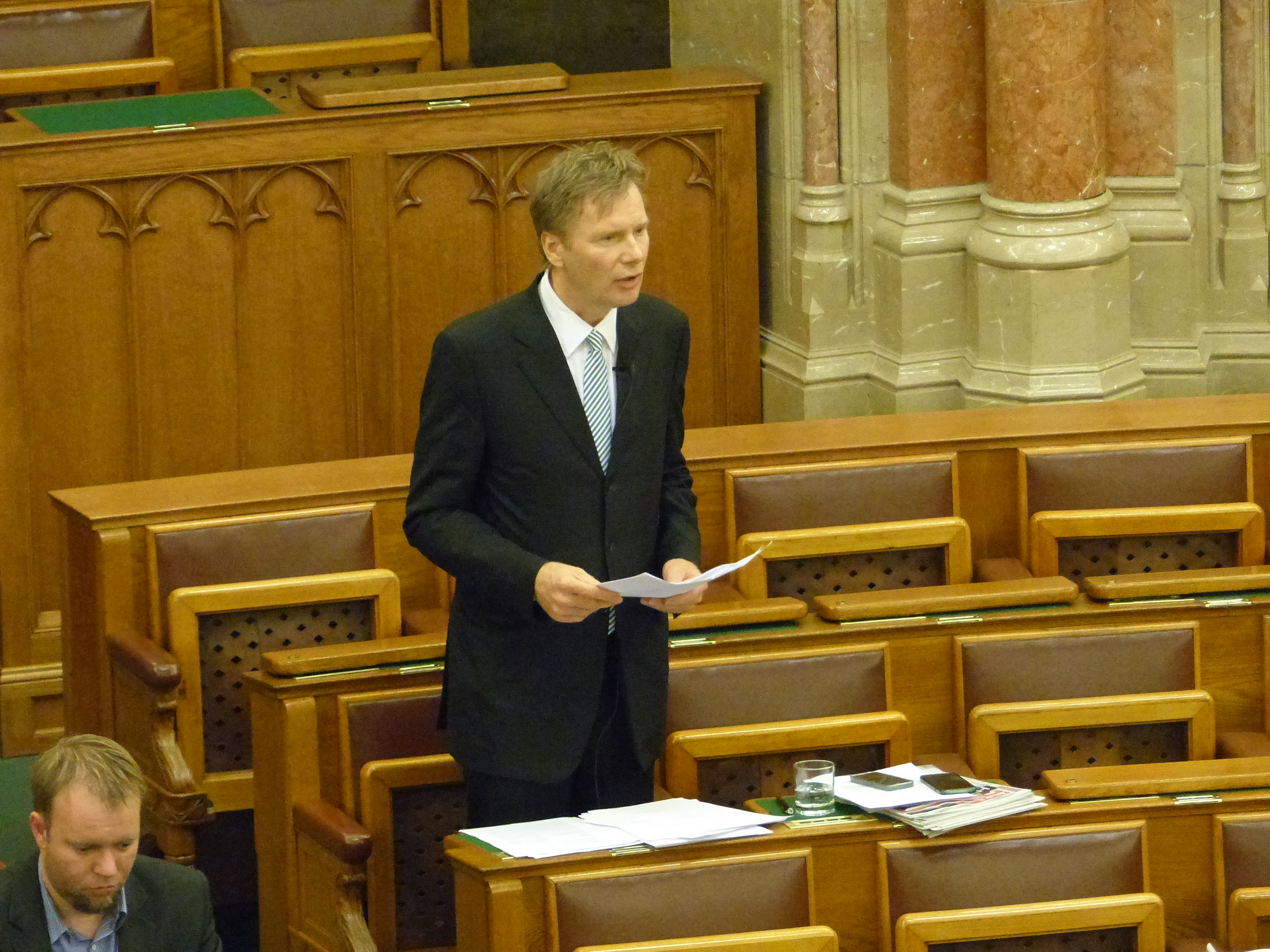
Fodor Gábor az Alaptörvény 7. módosításának általános vitáján
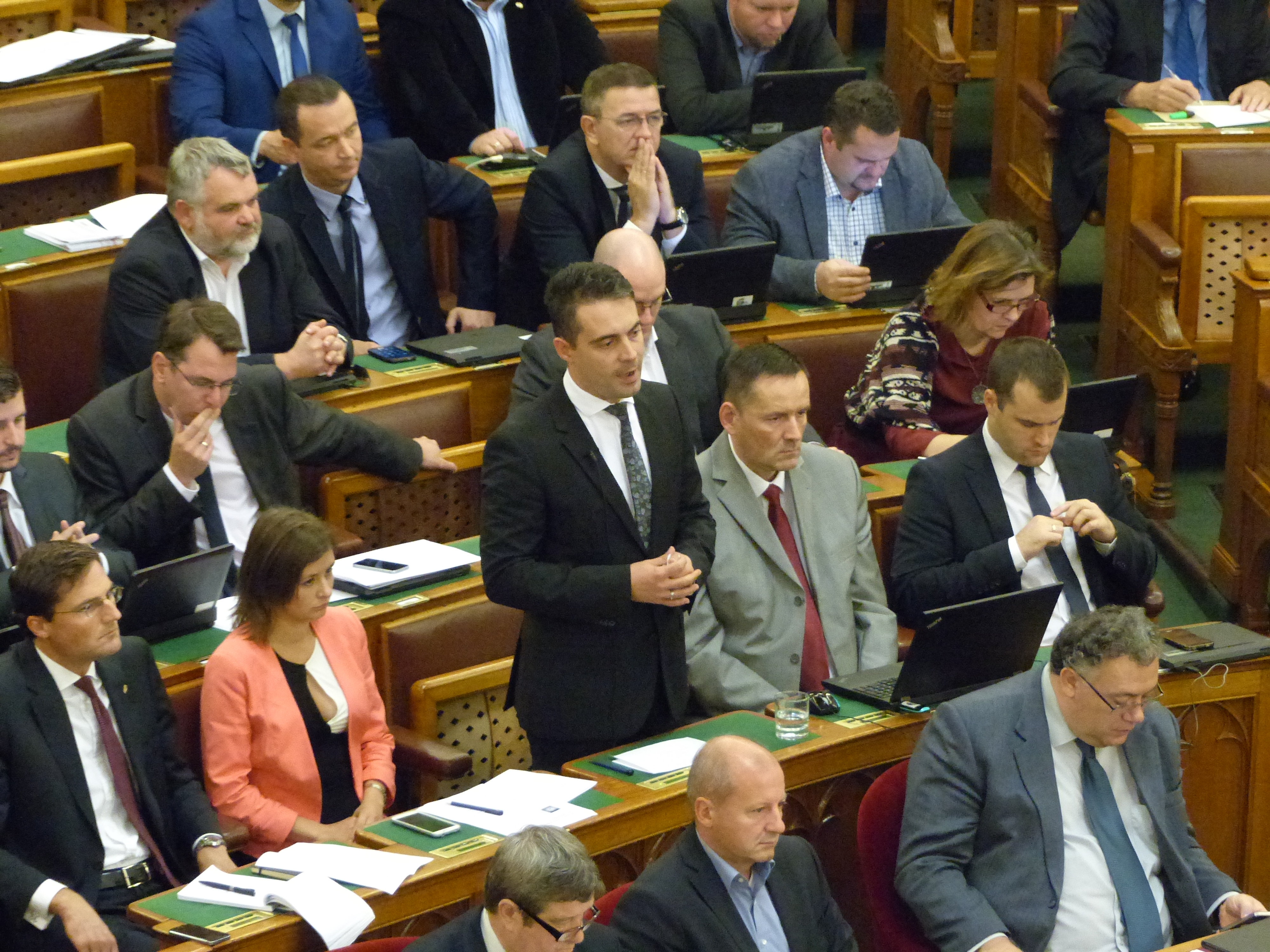
Vona Gábor az Alaptörvény 7. módosításának általános vitáján
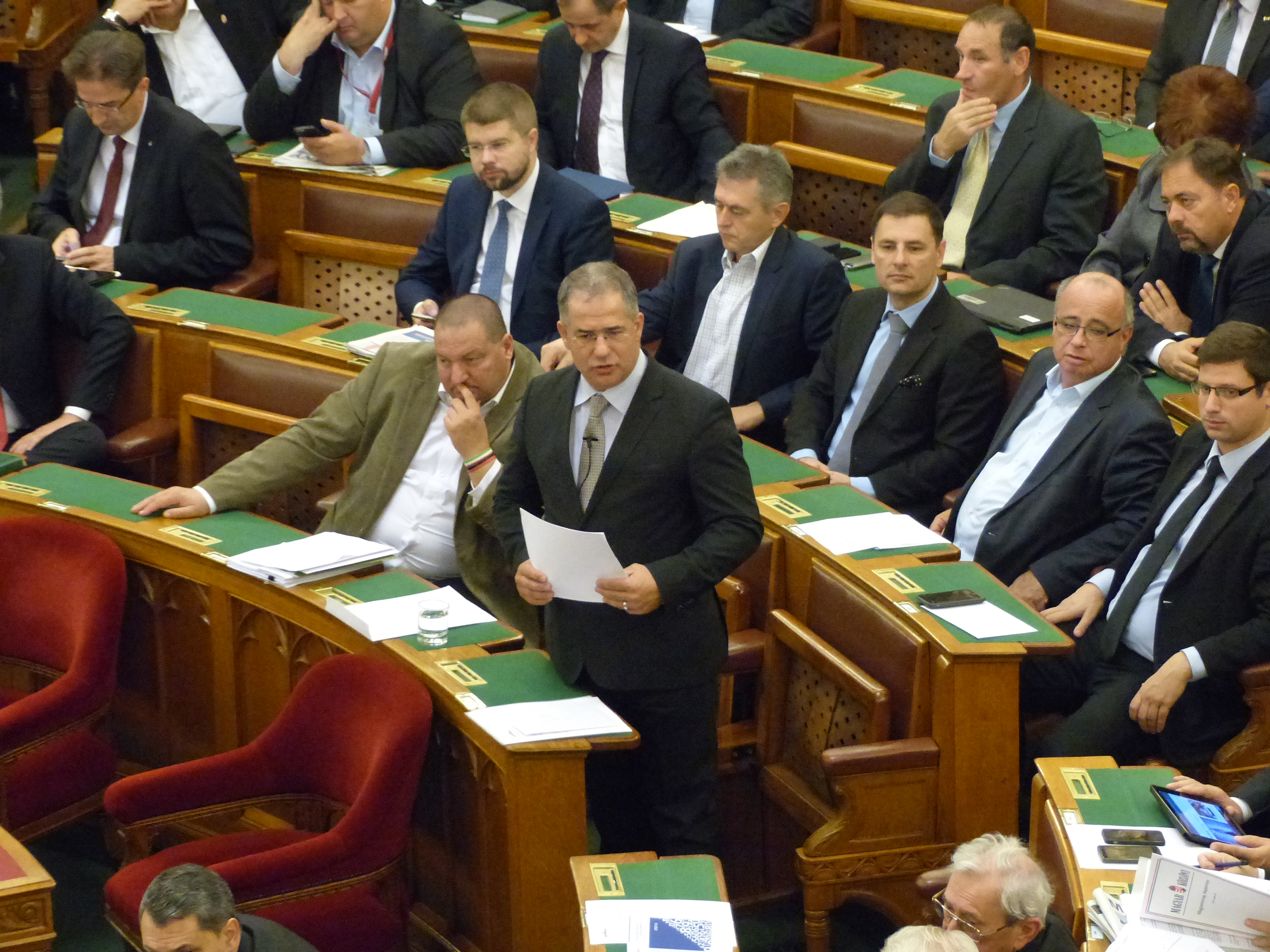
Kósa Lajos – Az Alaptörvény 7. módosításának általános vitája

##### Nyolcadik módosítása
Az Országgyűlés 2019. december 10-én, kedden elfogadta a nyolcadik módosítást, amely többek között visszavonta az előző, hetedik módosítás néhány pontját. A módosítást a köztársasági elnök aláírta, így két nappal később meg is jelent a Magyar Közlönyben. Az Alaptörvény egységes szerkezetbe foglalt szövege újabb két nappal később, szombaton jelent meg, hibásan. A kijavított szöveg másnap, vasárnap jelent meg.

##### Kilencedik módosítása
2020. december 15-én fogadta el az Országgyűlés az alaptörvény kilencedik módosítását melyben rögzítették, hogy az anya nő, az apa férfi. Meghatározták a közpénz fogalmát és újraszabályozták a különleges jogrend szabályait is.

##### Tizedik módosítása
2022. május 24-én fogadta el az Országgyűlés az alaptörvény tizedik módosítását, mely lehetővé teszi, hogy a kormány veszélyhelyzetet hirdessen a szomszédos országban fennálló fegyveres konfliktus, háborús helyzet vagy humanitárius katasztrófa esetén is.

##### Tizenegyedik módosítása
Kocsis Máté, a Fidesz frakcióvezetője 2022. június 21-én nyújtotta be az Országgyűlésnek az Alaptörvény tizenegyedik módosítására vonatkozó javaslatot. A javaslat a "történelmi önazonosságra, a hagyományőrzésre és a demokrácia nemzeti karakterének erősítésére" hivatkozva a megyék nevét ismét vármegyére változtatja. Továbbá költséghatékonysági szempontokra hivatkozva javasolja, hogy azonos napon tartsák meg az Európa Parlamenti és a helyi önkormányzati választásokat.

##### Tizenkettedik módosítása
2023 decemberében történt a tizenkettedik módosítás. Létrehozza a Szuverenitásvédelmi Hivatalt, globális adatkezelővé válik az állam, megszűnnek a szakszervezetek a honvédségnél.

##### Tizenharmadik módosítása
2024. június 11-én fogadta el az Országgyűlés az Alaptörvény tizenharmadik módosítását, Novák Katalin kegyelmi botrányára reagálva. A módosítás egyrészt megszünteti a köztársasági elnök kegyelmi döntéseinek igazságügyi miniszteri ellenjegyzés követelményét, de meghatározza, hogy gyermekek sérelmére elkövetett egyes bűncselekmények esetén kegyelem nem adható. A módosítás továbbá kétharmados országgyűlési többséghez köti az Európai Uniós hitel felvételét. A honvédséget is érintette a módosítás, eltörölte az Országgyűlés szerepét a magyar katonák külföldi bevetésében, ehelyett a határátlépéssel járó csapatmozgások szabályait sarkalatos törvény határozza meg, így akár olyan szabályozás is létrejöhet, amellyel az Országgyűlés tudta vagy beleegyezése nélkül is mozgósíthatóak külföldre magyar katonák.

##### Tizennegyedik módosítása
2024. december 17-én fogadta el az Országgyűlés az Alaptörvény tizennegyedik módosítását. A módosítás lehetővé tette, hogy legfőbb ügyésszé ne kizárólag ügyészeket lehessen megválasztani, továbbá megemelte a bíróvá történő kinevezés korhatárát 30-ról 35-re.

## Magyarország alaptörvényei a Magyar Közlöny oldalain
1945-től a Magyar Közlöny a jogszabályok hivatalos megjelenési helye. Ezért, akár forrásnak is tekinthető ez a néhány felsorolt hivatkozás.
- Jelenleg hatályos alaptörvény egységes szerkezetben 2022. november 02. 177. szám ISSN 2063-0379.
- 2018-ban hatályos alaptörvényünk egységes szerkezetben MK18100 30 oldal összesen.
- A 2011-es alaptörvény MK11043 25 oldal volt.
- Az Alaptörvény előtti utolsó Alkotmány 20 oldalas volt ugyancsak pdf formátumban itt a neten MK09150.
- A korábbi 1949-es Alkotmány mindössze kb. 8 oldalas (címerrel együtt) az oldalhű másolat szerint, ám az hagyományos Magyar Közlöny formátum, sűrű tördeléssel; 1950-ben rögtön két módosítással bővült, s ugyanolyan formátumban így már 9 oldalas lett.MK09150.

### Hatályos szöveg
- net.jogtar.hu/alaptorveny az Alaptörvény mindenkor hatályos szövege
- njt.hu az Alaptörvény mindenkor hatályos szövege

### Korábbi szövegek
- Magyarország Alaptörvénye PDF – Magyar Közlöny, 2011. április 25.
- Magyarország Alaptörvényének Átmeneti Rendelkezései PDF – Magyar Közlöny, 2011. december 31.
- Az alaptörvény módosításokkal egységes szerkezetbe foglalt 2013. április 1-jén hatályos szövege PDF – Magyar Közlöny

### Korábbi alkotmányok
- A Magyar Köztársaság Alkotmánya módosításokkal egységes szerkezetbe foglalt 2009. október 23-án hatályos hiteles tartalma és történetének válogatott dokumentumai a Magyar Közlöny 2009. évi 150. (kettős jubileumi) számában
- A 2011. december 31.-ig hatályos alkotmány
- Az 1949. évi alkotmány
- Az 1989-es alkotmánymódosítás

### Gondolatok, vélemények
- Sólyom László és más jogászok véleménye az új alkotmányozási kezdeményezésről (Index, 2010. november 23.)
- Dr. Barki Eva Maria ügyvéd Magyarország új alaptörvénye felvételéről a nyugati médiában: „Dezinformáció és beavatkozás Magyarország belügyeibe” (2011. április 25.)
- Stump István a mandiner.hu-n (2018. ápr. 17.)